# Collesano
Collesano település Olaszországban, Szicília régióban, Palermo megyében. Lakosainak száma 3650 fő (2023. január 1.). Collesano Campofelice di Roccella, Cerda, Gratteri, Isnello, Lascari, Scillato és Termini Imerese községekkel határos.

## Népesség
A település lakossága az elmúlt években az alábbi módon változott:
| Lakosok száma | 4030 | 4020 | 3650 |
|               | 2017 | 2018 | 2023 |